# Axel Johan Gripenhielm
Axel Johan Gripenhielm, född 18 mars 1686, död 25 februari 1755, var en svensk officer och landshövding i Gävleborgs län och Västernorrlands län. Han var son till Nils Gripenhielm.

## Biografi
Axel Johan Gripenhielm började vid 17 års ålder sin militära karriär som fänrik vid Dalregementet. Han blev kapten, tillfångatogs efter slaget vid Poltava och kvarhölls till 1721 i Saranski. 
Vid återkomsten från fångenskapen 1722 tilldelades han överstelöjtnants grad men behöll sin kaptensindelning. Befordrad till överste och chef för Dalregementet 1740 deltog han i hattarnas ryska krig och sårades i slaget vid Villmanstrand. 
År 1747 blev Gripenhielm generalmajor vid infanteriet och 1750 utsågs han till landshövding för Gävleborgs län och Västernorrland.
Axel Johan Gripenhielm förblev ogift.